# Carl Ludwig Philipp Zeyher
Carl Ludwig Philipp Zeyher (* 2. August 1799 in Dillenburg; † 30. Dezember 1858 in Kapstadt, Kapkolonie) war ein deutscher Gärtner und Pflanzensammler. Sein offizielles botanisches Autorenkürzel lautet „Zeyh.“

## Leben
Zeyher reiste von 1825 bis 1828, später nochmals von 1829 bis 1838 zusammen mit Christian Friedrich Ecklon, nach Südafrika und sammelte dort Pflanzen. Von Juli 1840 bis Juli 1842 reiste Zeyher im Auftrag des 13. Earl of Derby mit Joseph Burke von Uitenhage nach Norden über den Oranje bis hinter die Magaliesberge zum 24. Breitengrad und zurück. Dabei sammelte Burke vorrangig lebende und präparierte Tiere, während Zeyher sich um die Pflanzen kümmerte.

## Ehrungen
Die Pflanzengattung Zeyherella Pierre ex Aubrév. & Pellegr. aus der Familie der Sapotengewächse (Sapotaceae) ist nach ihm benannt worden. Die Pflanzengattung Zeyheria A.Spreng. aus der Familie der Korbblütler (Asteraceae) ist nach ihm und nach seinem Onkel Johann Michael Zeyher benannt worden.
1847 wurde Carl Ludwig Philipp Zeyher Mitglied der Leopoldina.

## Schriften
- Mit Christian Friedrich Ecklon: Enumeratio Plantarum Africae Australis Extratropicae. 1834–1837, (online).